# Quantum of Solace (ścieżka dźwiękowa)
Quantum of Solace: Original Motion Picture Soundtrack – ścieżka dźwiękowa do filmu 007 Quantum of Solace w reżyserii Marca Forstera wydana 17 października 2008 roku. Album zawiera muzykę skomponowaną przez Davida Arnolda. Jest to piąta ścieżka dźwiękowa, którą skomponował David Arnold do filmów o Jamesie Bondzie. David Arnold skomponował muzykę do filmu po przeczytaniu scenariusza.

## Lista utworów
| Nr  | Tytuł utworu                          | Długość |
| --- | ------------------------------------- | ------- |
| 1.  | „Time to Get Out”                     | 3:28    |
| 2.  | „The Palio”                           | 4:59    |
| 3.  | „Inside Man”                          | 0:38    |
| 4.  | „Bond in Haiti”                       | 0:35    |
| 5.  | „Somebody Wants to Kill You”          | 2:17    |
| 6.  | „Greene & Camille”                    | 2:13    |
| 7.  | „Pursuit at Port au Prince”           | 5:58    |
| 8.  | „No Interest in Dominic Greene”       | 2:44    |
| 9.  | „Night at the Opera”                  | 3:02    |
| 10. | „Restrict Bond's Movements”           | 1:31    |
| 11. | „Talamone”                            | 0:35    |
| 12. | „What's Keeping You Awake”            | 1:41    |
| 13. | „Bolivian Taxi Ride”                  | 0:49    |
| 14. | „Field Trip”                          | 0:41    |
| 15. | „DC3”                                 | 1:15    |
| 16. | „Target Terminated”                   | 3:54    |
| 17. | „Camille's Story”                     | 3:59    |
| 18. | „Oil Fields”                          | 2:29    |
| 19. | „Have You Ever Killed Someone?”       | 1:33    |
| 20. | „Perla de las Dunas”                  | 8:08    |
| 21. | „The Dead Don't Care About Vengeance” | 1:14    |
| 22. | „I Never Left”                        | 0:40    |
|     |                                       | 54:23   |